# Triumfetta hundtii
Triumfetta hundtii là một loài thực vật có hoa trong họ Cẩm quỳ. Loài này được Exell & Mendonça miêu tả khoa học đầu tiên năm 1939.